# Liste der Biografien/Friede
Liste der Biografien |
Portal Biografien |
Personensuche
# |
A |
B |
C |
D |
E |
F |
G |
H |
I |
J |
K |
L |
M |
N |
O |
P |
Q |
R |
S |
T |
U |
V |
W |
X |
Y |
Z |
?
 
Fa |
Fe |
Ff |
Fh |
Fi |
Fj |
Fk |
Fl |
Fm |
Fn |
Fo |
Fr |
Ft |
Fu |
Fy
 
Fra |
Frc |
Fre |
Frg |
Fri |
Frk |
Frl |
Fro |
Frr |
Fru |
Fry
 
Fria |
Frib |
Fric |
Frid |
Frie |
Frig |
Frih |
Frii |
Frij |
Frik |
Fril |
Frim |
Frin |
Frio |
Frip |
Frir |
Fris |
Frit |
Friv |
Friz
 
Frieb |
Fried |
Frief |
Frieg |
Frieh |
Friel |
Friem |
Frien |
Frier |
Fries |
Friet |
Friew |
Friez
 
Frieda |
Friedb |
Friede |
Friedh |
Friedi |
Friedj |
Friedk |
Friedl |
Friedm |
Friedr |
Frieds |
Friedt |
Friedw
Die Liste der Biografien führt alle Personen auf, die in der deutschsprachigen Wikipedia einen Artikel haben. Dieses ist eine Teilliste mit 181 Einträgen von Personen, deren Namen mit den Buchstaben „Friede“ beginnt.

## Friede
- Friede, Aline (1856–1946), deutsche Opernsängerin (Alt, Mezzosopran, später dramatischer Sopran)
- Friede, Bernd (* 1980), österreichischer Handballspieler
- Friede, Camillo (1902–1945), deutscher kommunistischer Widerstandskämpfer gegen den Nationalsozialismus
- Friede, Dieter († 1967), Berliner Zeitungsjournalist und Chefredakteur
- Friede, Dieter (1938–1982), deutscher Diplomat, Botschafter der DDR
- Friede, Emil (1857–1947), deutscher Architekt und preußischer Baubeamter
- Friede, Franciska (* 1988), deutsche Schauspielerin, Sängerin und Synchronsprecherin
- Friede, Hans (1896–1978), deutscher Politiker (GB/BHE), MdL
- Friede, Julia (* 1985), deutsche Schauspielerin
- Friede, Jürgen (* 1954), deutscher Bühnenbildner, Bildhauer und Medailleur
- Friede, Oscar (1881–1943), US-amerikanischer Tauzieher
- Friede, Sidney (* 1998), deutscher Fußballspieler, Livestreamer und WebvideoproduzentSidney Friede (* 1998)

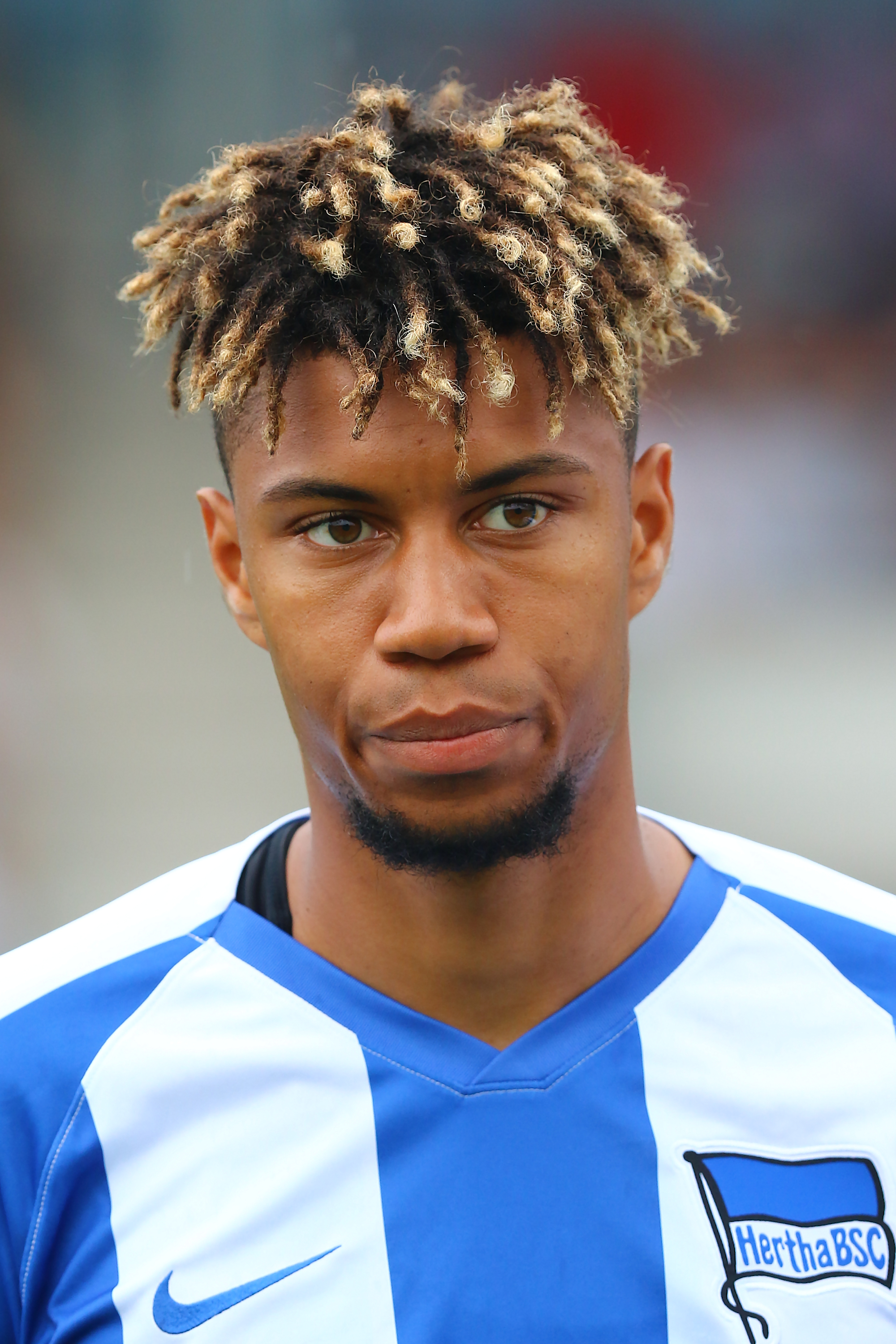
Sidney Friede (* 1998)

- Friede, Susanne (* 1969), deutsche Romanistin
- Friede, Tim (* 1971), deutscher Statistiker

### Friedeb
- Friedeberger, Walter (1898–1967), deutscher Arzt, Verbandsfunktionär und Gesundheitspolitiker, MdV
- Friedeborn, Jakob (1607–1676), kurfürstlich brandenburgischer Staatssekretär
- Friedeborn, Paul (1572–1637), Stettiner Bürgermeister und Lokalhistoriker
- Friedeburg, Friedrich von (1866–1933), preußischer Generalleutnant im Ersten Weltkrieg
- Friedeburg, Friedrich von (1926–1991), deutscher Journalist und Industriemanager
- Friedeburg, Hans-Georg von (1895–1945), deutscher Generaladmiral im Zweiten Weltkrieg
- Friedeburg, Ludwig von (1862–1924), deutscher Generalmajor der Reichswehr
- Friedeburg, Ludwig von (1924–2010), deutscher Soziologe und Bildungspolitiker (SPD), MdL
- Friedeburg, Robert von (* 1961), deutscher Historiker

### Friedek
- Friedek, Charles (* 1971), deutscher Leichtathlet

### Friedel
- Friedel, Adam, dänischer Philhellene und Abenteurer
- Friedel, August (1875–1956), deutscher Politiker (SPD, SED), MdL
- Friedel, Brad (* 1971), US-amerikanischer Fußballtorhüter und heutiger -trainer
- Friedel, Carl (1862–1931), deutscher Polizeidirektor in Hamm
- Friedel, Charles (1832–1899), französischer Chemiker
- Friedel, Christian (* 1979), deutscher SchauspielerChristian Friedel (* 1979)

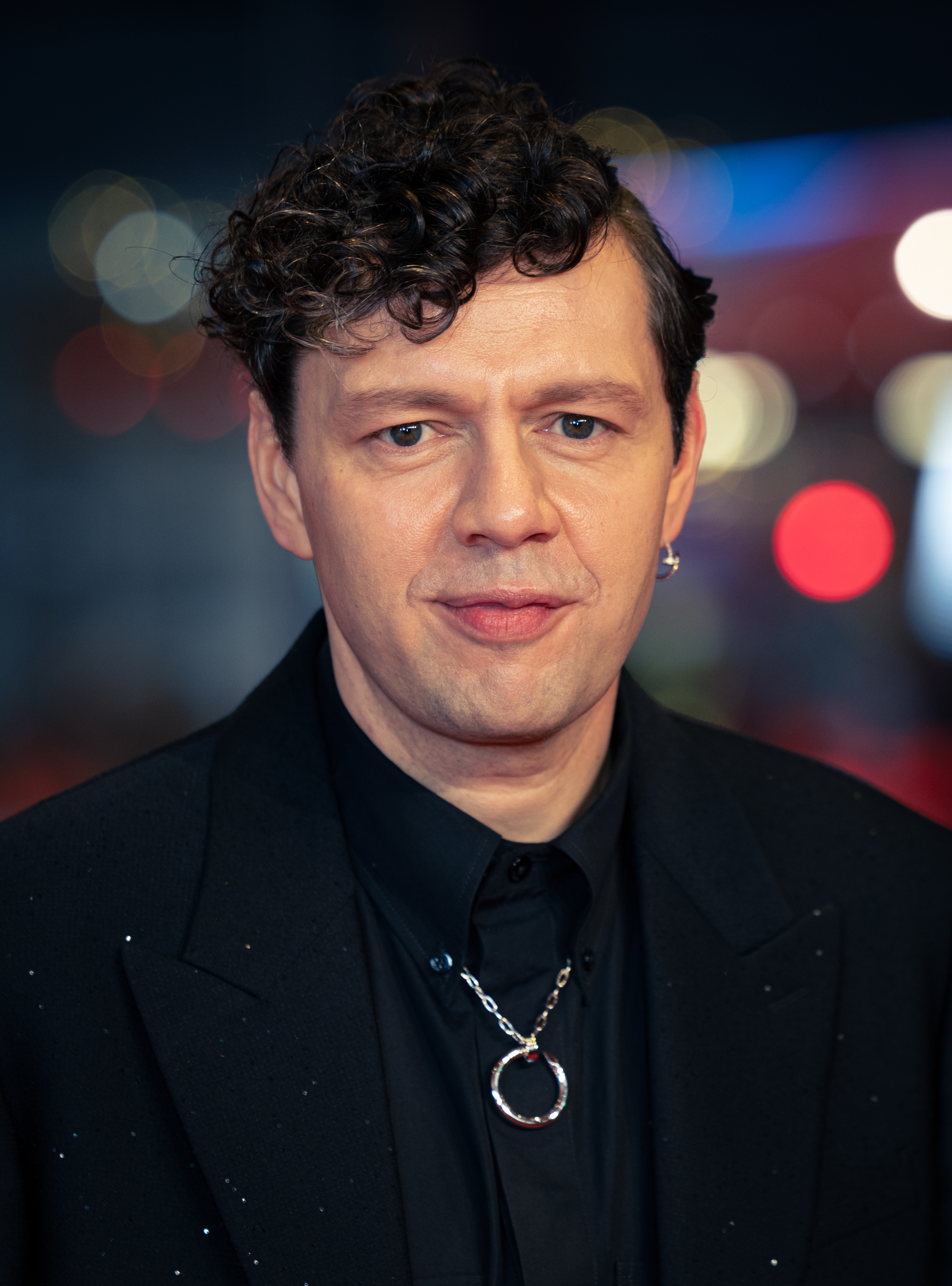
Christian Friedel (* 1979)

- Friedel, Dominic (* 1980), deutscher Theaterregisseur
- Friedel, Eduard (1871–1949), deutscher Verwaltungsjurist; Ministerialbeamter im bayerischen Eisenbahnwesen
- Friedel, Ernst (1837–1918), deutscher Verwaltungsjurist, Kommunalpolitiker sowie Geschichts- und Heimatforscher
- Friedel, Eugen (1866–1922), württembergischer Verwaltungsjurist
- Friedel, Frederic (* 1945), deutscher Wissenschaftsjournalist
- Friedel, Georg (1909–1978), österreichischer Entomologe
- Friedel, Georg (1913–1987), deutscher Fußballspieler
- Friedel, Georg (1920–2011), deutscher Journalist
- Friedel, Georges (1865–1933), französischer Mineraloge und Kristallograph
- Friedel, Gernot (* 1941), österreichischer Theater- und Fernsehregisseur
- Friedel, Hannelore (* 1948), deutsche Kugelstoßerin
- Friedel, Hans (1935–2018), deutscher Oberlehrer, Heimatforscher, Chronist
- Friedel, Heinz (1919–2009), deutscher Archivar, Historiker, Autor und Heimatforscher
- Friedel, Helmut (* 1946), deutscher Kunsthistoriker und Museumsdirektor
- Friedel, Helmut (* 1949), deutscher Fußballspieler
- Friedel, Jacques (1921–2014), französischer Physiker
- Friedel, Johann (1755–1789), österreichischer Schauspieler, Autor und Theaterleiter
- Friedel, Johann (1816–1898), österreichischer Generalmajor
- Friedel, Johann (1856–1902), deutscher Brauereibesitzer und Politiker (NLP), MdR
- Friedel, Johann Friedrich (1722–1793), deutscher Architekt und Baubeamter
- Friedel, Karla Lucie (1893–1970), deutsche Bildhauerin
- Friedel, Kurt-Joachim (1921–2013), deutscher Komponist
- Friedel, Lea Joy (* 1993), deutsche Autorin, Journalistin und Marketing-Managerin
- Friedel, Ludwig (1917–2007), deutscher Fotograf und Bildhauer
- Friedel, Lutz (* 1948), deutscher Maler und Bildhauer
- Friedel, Michael (* 1935), deutscher Fotograf
- Friedel, Nora (* 1978), österreichische Drehbuchautorin, Regisseurin und Filmproduzentin
- Friedel, Otto (1913–1974), deutscher Politiker (DP, GDP, FDP), MdBB
- Friedel, Paul (1863–1934), sächsischer Generalmajor
- Friedel, Philipp (* 1987), deutscher Basketballspieler
- Friedel, Sabine (* 1974), deutsche Politikerin (SPD), MdL
- Friedel, Samuel Nathaniel (1898–1979), US-amerikanischer Politiker
- Friedel, Valentin (1859–1932), deutscher Bürgermeister und Landtagsabgeordneter
- Friedel-Howe, Heidrun (* 1943), deutsche Organisationspsychologin
- Friedell, Egon (1878–1938), österreichischer Schriftsteller, Kulturhistoriker und KabarettistEgon Friedell (1878–1938)

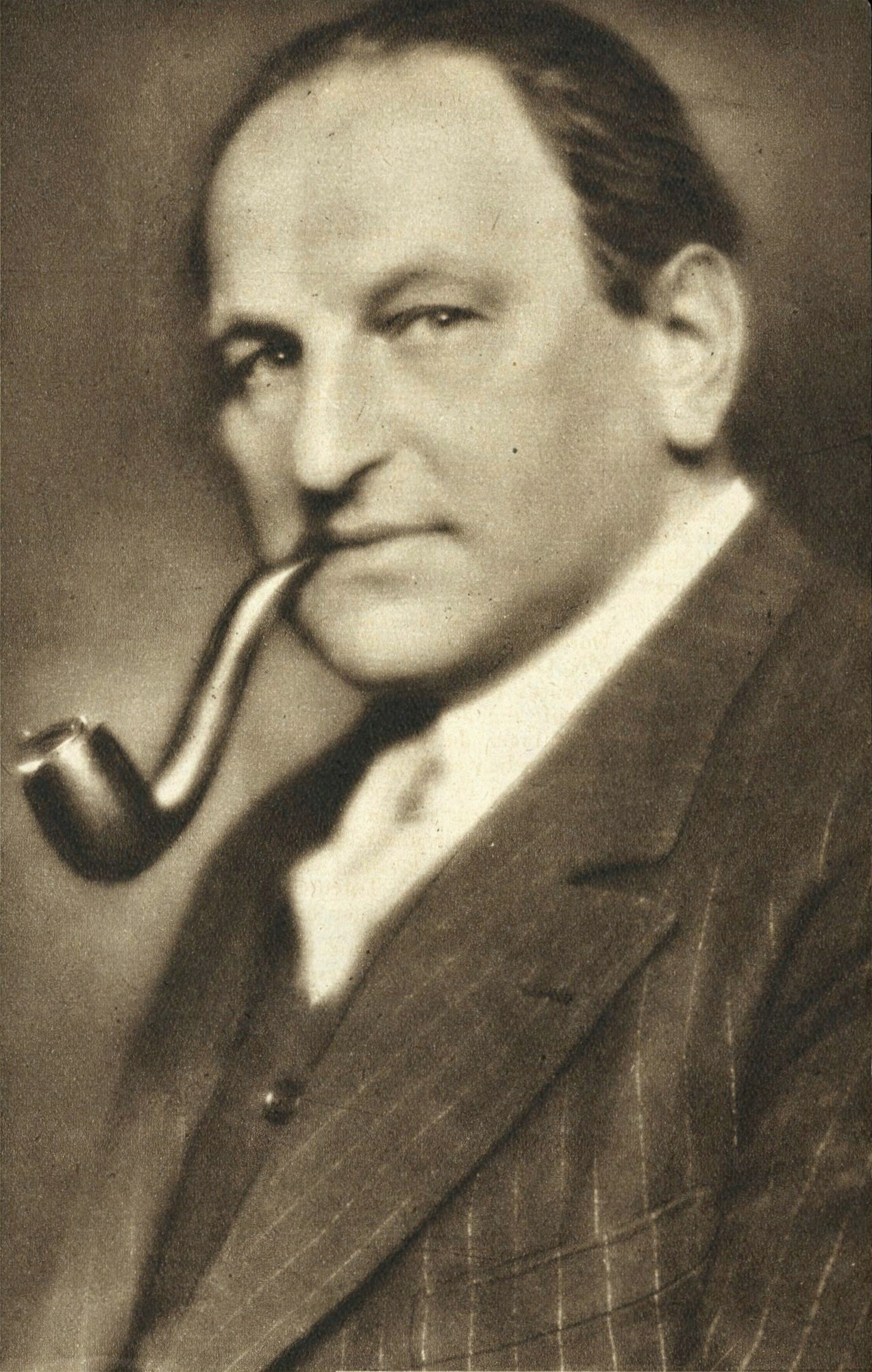
Egon Friedell (1878–1938)

### Friedem
- Friedemann, Carl (1862–1952), deutsch-schweizerischer Komponist und Dirigent
- Friedemann, Friedrich Traugott (1793–1853), nassauischer Archivdirektor und Landtagsabgeordneter
- Friedemann, Herbert, deutscher Poolbillardspieler
- Friedemann, Horst (1932–2022), deutscher Sportjournalist und Sachbuchautor
- Friedemann, Hugo (1840–1910), deutscher Lehrer und Autor
- Friedemann, Jens (* 1965), deutscher Fußballspieler
- Friedemann, Johannes (* 1980), deutscher Pianist
- Friedemann, Karl (1906–2000), deutscher Widerstandskämpfer und Arbeiterfunktionär
- Friedemann, Karl (1924–2016), deutscher Fußballspieler
- Friedemann, Käte (* 1874), deutsche Literaturwissenschaftlerin
- Friedemann, Lilli (1906–1991), deutsche Geigerin, Bratscherin und Improvisatorin
- Friedemann, Maria (1912–1999), deutsche Juristin und Politikerin (CDU)
- Friedemann, Martha (1847–1911), deutsche Schriftstellerin
- Friedemann, Matthias (* 1984), deutscher Radrennfahrer
- Friedemann, Max (1905–1986), deutscher Kommunist in der Résistance
- Friedemann, Olga (1857–1935), deutsche Frauenrechtlerin und Hauswirtschaftsleiterin
- Friedemann, Paul (1917–1969), deutscher Fotograf
- Friedemann, Ulrich (1877–1949), deutscher Arzt und Wissenschaftler

### Frieden
- Frieden, Karl-Heinz (* 1957), deutscher Politiker (CDU)
- Frieden, Luc (* 1963), luxemburgischer Politiker (CSV), Mitglied der ChambreLuc Frieden (* 1963)

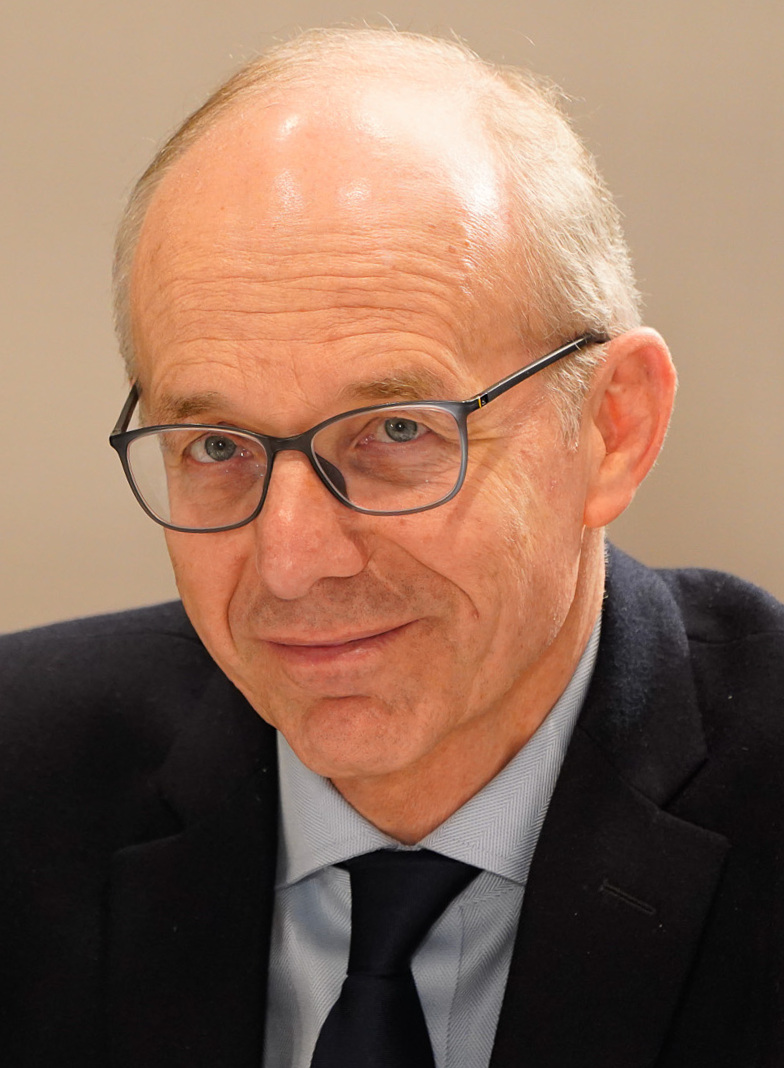
Luc Frieden (* 1963)

- Frieden, Luki (* 1973), Schweizer Regisseur und Drehbuchautor für Kino-, TV- und Werbefilme
- Frieden, Pierre (1892–1959), luxemburgischer christsozialer Politiker und Schriftsteller
- Frieden, Tanja (* 1976), Schweizer Snowboarderin
- Frieden-Kinnen, Madeleine (1915–1999), luxemburgische Politikerin
- Friedenberg, Jürgen (1934–2012), deutscher Journalist und Buchautor
- Friedenberg, Katja (* 1986), deutsche Popsängerin
- Friedenberg, Richard, US-amerikanischer Drehbuchautor, Regisseur und Produzent
- Friedenfeldt, Hervarth Frass von (1913–1941), deutsch-tschechischer Fechter, deutscher Meister und Olympiateilnehmer
- Friedenfels, Eugen von (1819–1885), siebenbürgischer Verwaltungsbeamter und Historiker
- Friedenreich, Arthur (1892–1969), brasilianischer FußballspielerArthur Friedenreich (1892–1969)

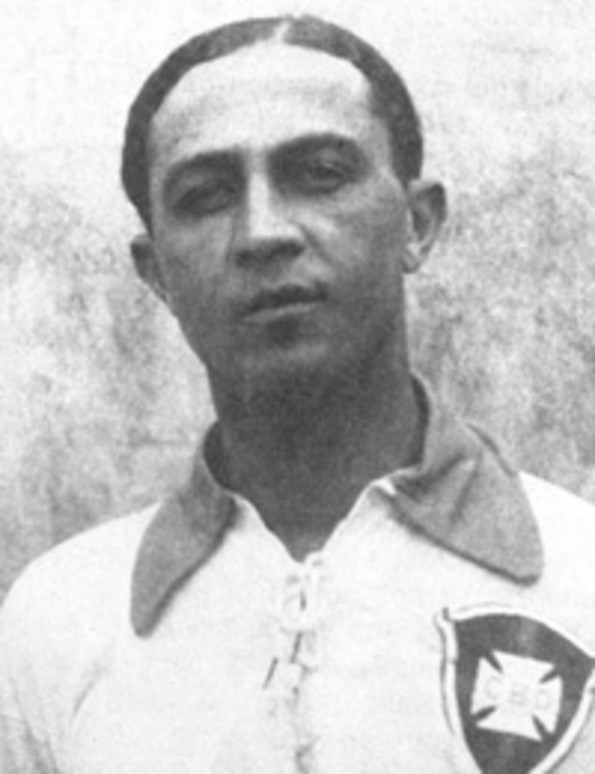
Arthur Friedenreich (1892–1969)

- Friedensbacher, Ferdinand (1911–1987), österreichischer Skirennläufer und Skispringer
- Friedensburg, Ferdinand (1824–1891), deutscher Jurist und Oberbürgermeister von Breslau
- Friedensburg, Ferdinand (1858–1930), deutscher Jurist und Numismatiker
- Friedensburg, Ferdinand (1886–1972), deutscher Politiker (DDP, CDU), MdB, MdEP
- Friedensburg, Ferdinand (1917–2009), deutscher Diplomat
- Friedensburg, Walter (1855–1938), deutscher Archivar und Historiker
- Friedensburg, Walter (1889–1959), deutscher Offizier, zuletzt Generalleutnant
- Friedenthal, Hans (1900–1987), deutscher Mediziner, Präsident des Sportverbandes Makkabi
- Friedenthal, Hans Wilhelm Carl (1870–1942), deutscher Anthropologe und Physiologe
- Friedenthal, Joachim (1887–1938), deutscher Journalist
- Friedenthal, Karl Rudolf (1827–1890), deutscher Politiker, MdR, Jurist und Unternehmer
- Friedenthal, Margarete (1871–1957), Frauenrechtlerin und Stadtverordnete (DDP) in Berlin sowie Vorsitzende des Berliner „Ständigen Ausschusses zur Förderung der Arbeiterinnen-Interessen“
- Friedenthal, Meelis (* 1973), estnischer Schriftsteller
- Friedenthal, Richard (1896–1979), deutscher Schriftsteller
- Friedenthal-Haase, Martha (* 1942), deutsche Erziehungswissenschaftlerin

### Frieder
- Friederich, Adolf (1812–1892), deutscher Mediziner und Heimatforscher
- Friederich, Chilianus, deutscher lutherischer Geistlicher und Kirchenlieddichter
- Friederich, Ernest (1886–1954), französischer Automobilrennfahrer und Mechaniker
- Friederich, F. W. (1912–1993), deutscher Maler und Grafiker
- Friederich, Ferdinand (1798–1873), deutscher evangelischer Pfarrer und Autor
- Friederich, Gerd (* 1944), deutscher Schulpädagoge und Schriftsteller
- Friederich, Gerhard (1779–1862), deutscher evangelisch-lutherischer Pfarrer und Schriftsteller
- Friederich, Johann Konrad (1789–1858), deutscher Schriftsteller, Offizier und Abenteurer
- Friederich, Karl (1885–1944), deutscher Ingenieur, Münsterbaumeister in Ulm
- Friederich, Kaspar (1572–1655), Schweizer Bürgermeister
- Friederich, Konrad (1542–1600), Schweizer Bürgermeister
- Friederich, Lisa Charlotte (* 1983), deutsche Schauspielerin, Drehbuchautorin und Regisseurin
- Friederich, Renata (* 1958), Schweizer Jazzmusikerin (Gesang, auch Ukulele, Harmonium, Loops, Komposition)
- Friederich, Susanne (* 1970), deutsche Prähistorikerin
- Friederich, Ursula (1948–2010), deutsche Biologin und Terrarianerin
- Friederichs, Axel (* 1961), deutscher Prähistoriker und Archäologe
- Friederichs, Carl (1797–1862), deutscher Richter und Abgeordneter des Oldenburger Landtags
- Friederichs, Carl (1830–1906), deutscher Kaufmann
- Friederichs, Carl (1879–1947), deutscher Polizist und Mitglied der Hamburgischen Bürgerschaft
- Friederichs, Hauke (* 1980), deutscher Journalist und Autor
- Friederichs, Hulda († 1927), britische Journalistin deutscher Herkunft
- Friederichs, Jacob Aloys (1868–1950), deutscher Bildhauer
- Friederichs, Jean-Parfait (1773–1813), französischer General der Infanterie
- Friederichs, Karl (1831–1871), deutscher Klassischer Archäologe
- Friederichs, Karl (1878–1969), deutscher Zoologe, Entomologe und Kolonialbeamter
- Friederichs, Martina (* 1977), deutsche Politikerin (SPD), MdHB
- Friederichs, Phil (* 1975), deutscher Unternehmer, DVD-Produzent, Autor, Regisseur und Geschäftsführer von Turbine Medien
- Friederichs, Rolf (1937–2011), deutscher Maler und Grafiker
- Friederichsen, Ludwig (1841–1915), deutscher Kartograph und Verlagsbuchhändler
- Friederichsen, Max (1874–1941), deutscher Geograph, Forschungsreisender und Hochschullehrer
- Friederichsen, Michael (1938–2015), deutscher bildender Künstler
- Friederici, Angela D. (* 1952), deutsche Neuropsychologin
- Friederici, Christian Ernst (1709–1780), deutscher Orgel- und Klavierbauer
- Friederici, Georg (1866–1947), deutscher Ethnologe und Kolonialhistoriker
- Friederici, Gustav von (1800–1860), sächsischer Generalleutnant
- Friederici, Hans Jürgen (1922–2004), deutscher marxistischer Historiker
- Friederici, Hans Walter (* 1896), deutscher Kommunalpolitiker
- Friederici, Johann Christoph (1730–1777), deutscher lutherischer Geistlicher, Generalsuperintendent
- Friederici, Leon (* 1995), deutscher Basketballspieler
- Friederici, Oliver (* 1970), deutscher Politiker (CDU), MdAOliver Friederici (* 1970)

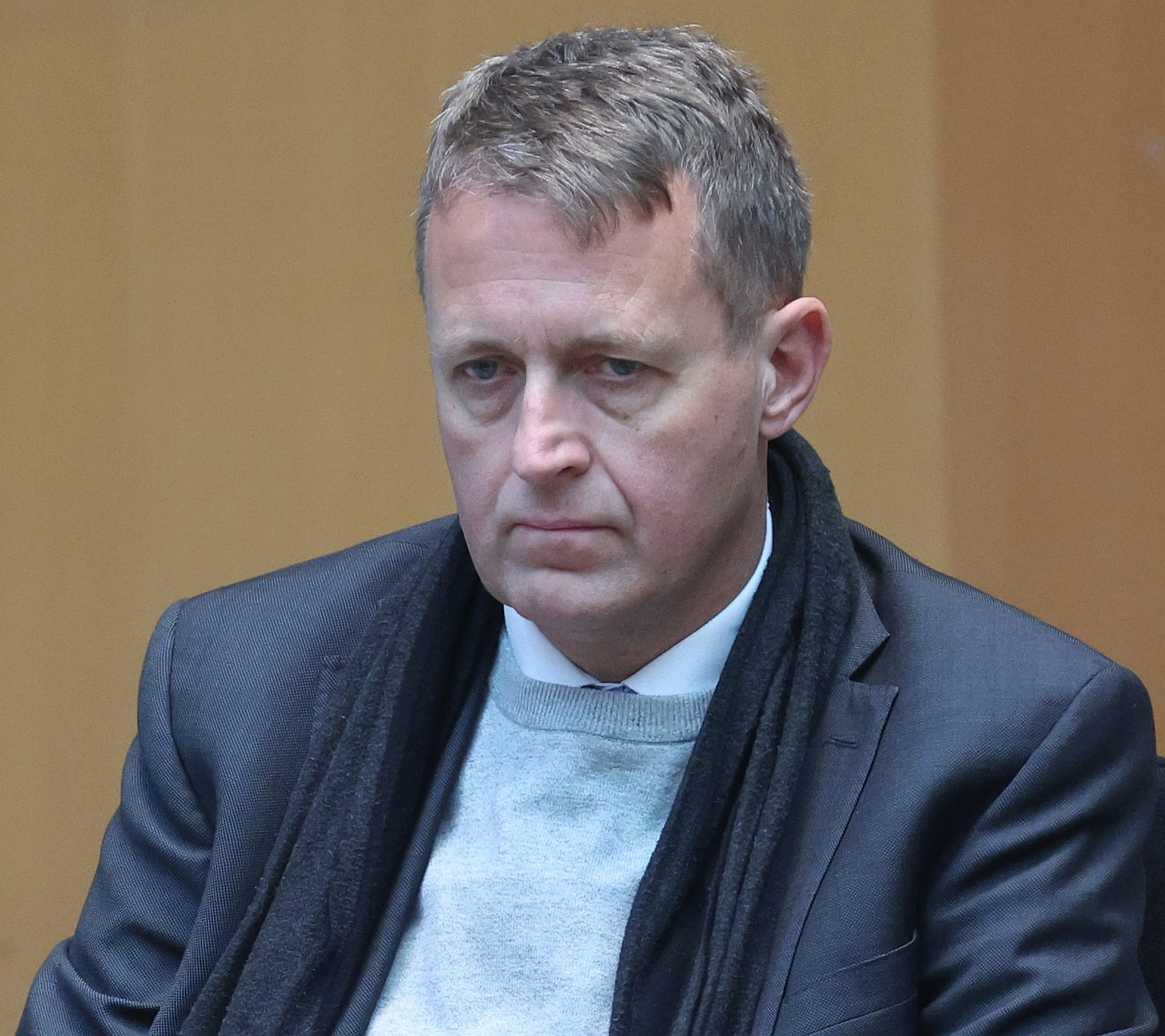
Oliver Friederici (* 1970)

- Friederici, Vincent (* 2001), deutscher Basketballspieler
- Friedericy, Bonita (* 1961), US-amerikanische Schauspielerin
- Friederike (1699–1781), jüngste Tochter des württembergischen Herzogs Friedrich August aus der Linie Württemberg-Neuenstadt
- Friederike Auguste Sophie von Anhalt-Bernburg (1744–1827), Prinzessin von Anhalt-Bernburg, durch Heirat Fürstin von Anhalt-Zerbst
- Friederike Caroline von Hessen-Darmstadt (1752–1782), Prinzessin von Hessen-Darmstadt, durch Heirat Herzogin zu Mecklenburg in Mecklenburg-StrelitzFriederike Caroline Luise von Hessen-Darmstadt (1752–1782)

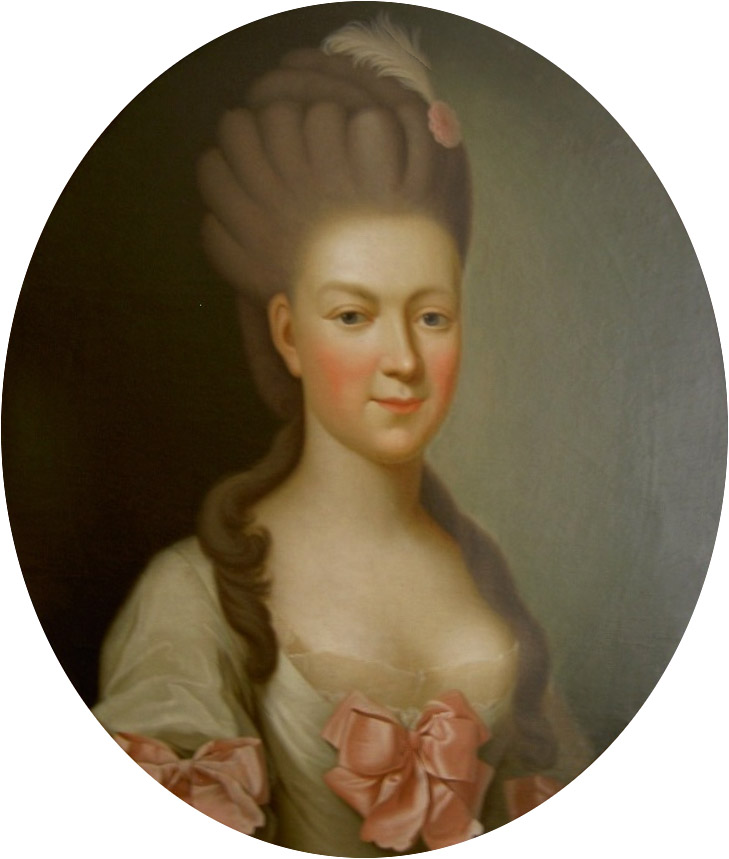
Friederike Caroline Luise von Hessen-Darmstadt (1752–1782)

- Friederike Caroline von Sachsen-Coburg-Saalfeld (1735–1791), Markgräfin von Brandenburg-Ansbach und Bayreuth
- Friederike Charlotte von Brandenburg-Schwedt (1745–1808), Fürstäbtissin des Stifts Herford
- Friederike Charlotte von Hessen-Darmstadt (1698–1777), Prinzessin von Hessen-Kassel
- Friederike Dorothea Sophia von Brandenburg-Schwedt (1736–1798), Prinzessin von Brandenburg-Schwedt, durch Heirat Herzogin von Württemberg
- Friederike Elisabeth von Sachsen-Eisenach (1669–1730), durch Heirat Herzogin von Sachsen-Weißenfels-Querfurt
- Friederike Henriette von Anhalt-Bernburg (1702–1723), Fürstin von Anhalt-Köthen
- Friederike Luise von Hessen-Darmstadt (1751–1805), durch Heirat Königin von Preußen
- Friederike Luise von Preußen (1714–1784), Prinzessin von Preußen
- Friederike Luise Wilhelmine von Oranien-Nassau (1770–1819), niederländische Erbprinzessin des Hauses Oranien-Nassau
- Friederike von Baden (1781–1826), Königin von Schweden
- Friederike von Hannover (1917–1981), deutsche Adelige, Königin von Griechenland (1947–1964)Friederike von Hannover (1917–1981)

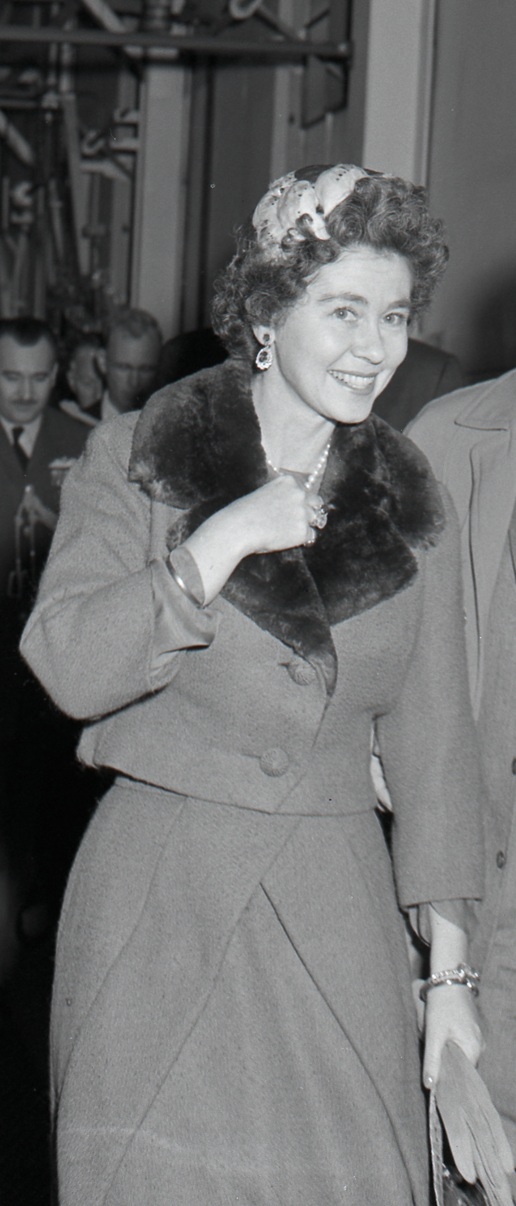
Friederike von Hannover (1917–1981)

- Friederike von Hannover und Cumberland (1848–1926), deutsche Adelige, Mitglied aus dem Haus Hannover
- Friederike von Hohenzollern-Sigmaringen (1820–1906), deutsche Prinzessin
- Friederike von Nassau-Usingen (1777–1828), durch Heirat Fürstin von Anhalt-Köthen
- Friederike von Preußen (1767–1820), geborene Prinzessin von Preußen, durch Heirat Prinzessin von Hannover und Herzogin zu Braunschweig und Lüneburg sowie Prinzessin von Großbritannien und Irland und Duchess of York and Albany
- Friederike von Preußen (1796–1850), Herzogin von Anhalt-Dessau
- Friederike von Sachsen-Gotha-Altenburg (1675–1709), Prinzessin von Sachsen-Gotha-Altenburg, durch Heirat Fürstin von Anhalt-Zerbst
- Friederike von Sachsen-Gotha-Altenburg (1715–1775), deutsche Adlige, Herzogin von Sachsen-Weißenfels
- Friederike von Schleswig-Holstein-Sonderburg-Glücksburg (1811–1902), Herzogin von Anhalt-Bernburg
- Friederike Wilhelmine von Ostfriesland (1695–1750), ostfriesische Adelige
- Friederike zu Mecklenburg (1778–1841), Herzogin zu Mecklenburg, Prinzessin von Preußen, Prinzessin zu Solms-Braunfels, Königin von Hannover
- Frieders, Kurt (1882–1946), deutscher Jurist
- Friedersdorff, Gertrud (* 1882), deutsche Porträt- und Landschaftsmalerin
- Friedersdorff, Robert (1885–1970), deutscher Porträt-, Figuren- und Landschaftsmaler sowie Radierer der Düsseldorfer Schule
- Friedersdorff, Wolfram (* 1950), deutscher Politiker (Die Linke), Staatssekretär, Bürgermeister Schwerin und Lichternberg

### Friedew
- Friedewald, Boris (* 1969), deutscher Kunsthistoriker, Autor, Dramaturg